# Hans-Jürgen Geschke
Hans-Jürgen Geschke (Berlín, 7 de juliol de 1943) és un ciclista de l'Alemanya de l'Est, ja retirat, que es dedicà al ciclisme en pista. Va córrer durant els anys 60 i 70 del segle xx, aconseguint dues medalles olímpiques, tres campionats mundials i catorze de nacionals en diferents modalitats.
Durant la seva carrera esportiva va prendre part en tres edicions dels Jocs Olímpics. El 1968 a Ciutat de Mèxic quedà eliminat en quarts de final de la prova de tàndem, junt amb Werner Otto. El 1972 va prendre part en els Jocs Olímpics de Múnic, en què guanyà una medalla de plata en la prova de tàndem, junt a Werner Otto. Quatre anys més tard participà en els de Mont-real, on guanyà la medalla de bronze en la prova de velocitat.
El seu fill Simon també s'ha dedicat al ciclisme professionalment.

## Palmarès
- 1964
  -  Campió de la RDA de velocitat
- 1966
  -  Campió de la RDA de velocitat
- 1967
  -  Campió de la RDA de velocitat
- 1968
  -  Campió de la RDA de velocitat
  -  Campió de la RDA de tàndem, amb Werner Otto
- 1969
  -  Campió del món de tàndem, amb Werner Otto
  -  Campió de la RDA de velocitat
  -  Campió de la RDA de tàndem, amb Werner Otto
- 1970
  -  Campió de la RDA de velocitat
  -  Campió de la RDA de tàndem, amb Werner Otto
- 1971
  -  Campió del món de tàndem, amb Werner Otto
  -  Campió de la RDA de velocitat
  -  Campió de la RDA de tàndem, amb Werner Otto
- 1972
  -  Medalla de plata als Jocs Olímpics de Múnic en tàndem, junt a Werner Otto
- 1973
  -  Campió de la RDA de velocitat
- 1974
  -  Campió de la RDA de velocitat
- 1975
  -  Campió de la RDA de velocitat
- 1976
  -  Medalla de bronze als Jocs Olímpics de Mont-real en velocitat
- 1977
  -  Campió del món de velocitat amateur